# Virum-Sorgenfri HK
Virum-Sorgenfri HK – duński klub piłki ręcznej z siedzibą w Virum, mistrz kraju z 1997 roku.

## Historia
Klub został założony w 1941 roku pod nazwą Virum Gymnastikforening, w 1953 roku otrzymał nazwę Virum-Sorgenfri Håndboldklub. W 1973 roku awansował do najwyższej klasy rozgrywkowej. W roku 1988 zespół wygrał Puchar Danii, wygrywając w finale po dogrywce z Gladsaxe HG. W 1997 roku klub zdobył mistrzostwo Danii, a jego czołowym zawodnikiem był wówczas Klavs Bruun Jørgensen. Również w 1997 roku Virum-Sorgenfri HK wystąpił w finale Pucharu EHF, w którym przegrał z SG Flensburg-Handewitt. W 2002 roku klub zbankrutował. W tym samym roku utworzony został klub-feniks pod nazwą Virum-Sorgenfri HK af 2002.